# Spirolobium
Spirolobium es un género monotípico de fanerógamas de la familia Apocynaceae. Contiene una única especie: Spirolobium cambodianum Baill.. Es originaria de Asia donde se distribuye desde Indochina hasta el oeste de Malasia por Camboya, Laos, Tailandia, Vietnam y Malasia.

## Taxonomía
Spirolobium cambodianum fue descrita por Henri Ernest Baillon y publicado en Bulletin Mensuel de la Société Linnéenne de Paris 1: 773. 1889.
Sinonimia
- Holarrhena pauciflora Ridl., J. Straits Branch Roy. Asiat. Soc. 59: 132 (1911).[2]